# Desarmes
Desarmes – miasto w Haiti (Artibonite). Liczy 33 672 mieszkańców (2009). Ośrodek przemysłowy.